# Min blodige konung på korsträdets stam
Min blodige konung på korsträdets stam (orig. Min blodige konung och sargade man) är en psalmtext av Fredrika Eleonora Falck. I Sions Nya Sånger består sången av fyra åttaradiga strofer, som senare ofta delats på mitten. I Segertoner 1930 har psalmen 3 verser, som av Lewi Pethrus uppges vara författade av Anders Carl Rutström. 
Inledningsradens ändring till "...på korsträdets stam" torde enbart vara gjord för att förbättra rimmet (stam/Lamm); innehållsligt försämras sammanhanget, eftersom den närmaste fortsättningen handlar om Jesu kamp i Getsemane. "Konungen på korsträdets stam" ligger plötsligt "på marken med ansiktet ner". 
Kanske är ändringen också motiverad av att man upplevt det alltför intimt att säga "min man" till Jesus, hur mycket Nya testamentet än talar om honom som kyrkans "brudgum".
Sången sjungs något långsamt enligt Svenska Missionsförbundets sångbok 1920 (SMF 1920) till en melodi ur Sions Nya Sånger, som på mycket lösa grunder tillskrivits Anders Carl Rutström. Då använde Missionsförbundet i Sverige endast sex verser. I en tidigare version, som publicerades i Herde-Rösten 1892 (nr 476), har psalmen åtta verser utan textförfattarens namn angivet.

## Publicerad i
- Sions Nya Sånger som nr 28. (5:e upplagan, 1863)
- Herde-Rösten 1892 som nr 476 under rubriken "Jesu lidande och död".
- Svenska Missionsförbundets sångbok 1894 som nr 73 under rubriken "Jesus Lidande".
- Svenska Missionsförbundets sångbok 1920 som nr 121 under rubriken "Jesu lidande".
- Segertoner 1930 som nr 103 "Jesu lidande och död. Blodet. Försoningen."
- Förbundstoner 1957 som nr 90 under rubriken "Guds uppenbarelse i Kristus: Jesu lidande och död".